# 변종인 묘와 신도비
변종인 묘와 신도비(卞宗仁 墓와 神道碑)는 대한민국 경기도 부천시 오정구 고강동 산 63-7에 있는 조선 전기의 무신인 변종인(1433~1500) 선생의 묘와 신도비이다. 1986년 4월 29일 부천시의 향토문화재 제1호 변종인 신도비로 지정되었다가, 2012년 5월 2일 변종인 묘와 신도비로 명칭이 변경되었다.

## 개요
공장공 변종인 신도비(恭莊公 卞宗仁 神道碑)는 부천시향토유적 제1호로 소재지는 경기도 부천시 오정구 수주로 64-1(고강동 산 63-9번지)이다.
이 신도비는 부천시 오정구 고강동 능골에 위치하고 있다. 비좌는 문갑 무늬를 장식하였고, 옥개는 변종인 무인이었기 때문에 투구형으로 이루어져 있다. 비문은 대제학을 지낸 명문장가 성현이 지었으며, 백대리석의 재료를 쓴 비신의 높이는 154cm이고, 폭은76cm, 두께는 20cm이다.
신도비의 주인공인 변종인은 세종 15년(1433) 이조참판에 추중된 밀양 변씨 예생과 배천 조씨 사이의 장남으로 태어났다. 일찍이 부모를 여의었으나 스스로 무예를 열심히 닦아 1452년 5위에 속한 군대인 충순위에서 벼슬을 시작으로 궁내의 경비를 맡는 내금위, 당상관(정3품), 중추부에 소속된 첨지사(정3품), 중추부에 소속된 동지사(종2품), 자헌대부(정2품)까지 올랐으나, 다음달 말일에 사임의사를 표시하였다.
연산군 5년(1499) 여름에 순변사로 함경남도에서 변방을 구축하다 이해 과로로 인하여 풍질이 생겨 다음 해인 1550년 3월 대청에서 타계하니 그 때 나이 68세였다고 한다.
변종인의 시호는 공장(恭莊)이다. 이러한 시호를 내리게 된 이유에 대해 왕조실록에는 일을 조심스럽게 하고, 임금 섬기기를 공손이 하여 ‘공’이고 적을 이기고 뜻이 강하였으므로 ‘장’이라 하였다. 또한 그는 성품이 관후하고 외모가 준수하였으며, 다른 사람이 비록 자기의 뜻을 거슬리더라도 교제를 끊지 않았고, 직무에 임해서는 부지런하고 삼갔으며 가는 곳마다 공적이 있었다고 하였다.
대제학 성현이 지은 신도비문에 의하면 변종인은 선품이 관후하고 생각함이 남에게 얽매이지 않았다. 벼슬을 지내고 정사에 임해서는 바른 것을 지키고 아부하지 않았으며, 여러 차례 중직을 역임하면서 조치를 잘 하였다. 일이 있을 때마다 힘을 다하였으며 평생 바른 말을 하고 행함에 흐트러짐이 없었다. 사람을 대할 때에 항상 화기를 띄고 집에 있을 때에 자신에 엄격하고, 청탁을 행하지 않고 담백하였다. 또한 후손들에게 청백함을 본받도록 일렀으며, 공적인 일을 위해 사사로움을 버리도록 교육하였다.
변종인은 여러 사람을 정성껏 도와주고 몸소 무예를 닦아 다른 사람보다 뛰어났으며 병법에 능통하였다. 예(藝)를 즐기며 시를 돈독히 하고, 청백하고 검소함을 스스로 준수하여 자손들로 하여금 귀감을 삼도록 하였다.

## 현지 안내문
변종인(1433~1500) 선생은 조선 전기의 문신으로 자는 자원, 본관은 밀양이다. 세종 15년(1433) 변예생의 아들로 부평 흑양리에서 태어나 세조 6년(1460) 무과에 올랐고, 1467년 이시애의 난을 평정하는데 공을 세워 당상관이 되었다. 신도비문에 의하면 성종 5년(1474) 오랑캐가 북변을 침입하자 조전장으로 공을 세워 가선대부에 올라 이산군수, 1478년 은성부사, 1481년 동지중추·공조참판, 1483년 전라도절도사, 이후 영안북도절도사를 거쳐 1488년 가정대부에 올라 충청도절제사를 역임했다. 1490년 공조참판·자헌대부에 승자되어 영안남도절도사·영안북도절도사를 거쳐 성종 25냔(1494)지중추부사로 정조사가 되어 명나라에 다녀 왔다. 연산군 1년(1495) 평안도절도사·경상우도수군절도사를 역임 전후 12회에 걸쳐 변방을 지키는 임무를 맡아 국방력 강화에 공헌했다. 연산군 4년(1498) 공조판서를 거쳐 지중추부사로 있던 중 68세를 일기로 하세하니, 시호는 공장공이다.
신도비의 비좌는 문갑문을 장식했고, 옥개는 투구형이다. 비문은 성현이 찬했고, 백대리석의 재료를 쓴 비신의 높이는 154cm, 두께는 20cm이다.
선생의 묘는 부인 이천 안씨와 쌍분을 이루었으며, 묘 앞 중앙에는 비투에 투구형을 조각한 묘시와 상여·향로석·장명등, 그 좌우에는 문관석이 설치되어 있다.

## 같이 보기
- 변종인